# Union Chapel (London)

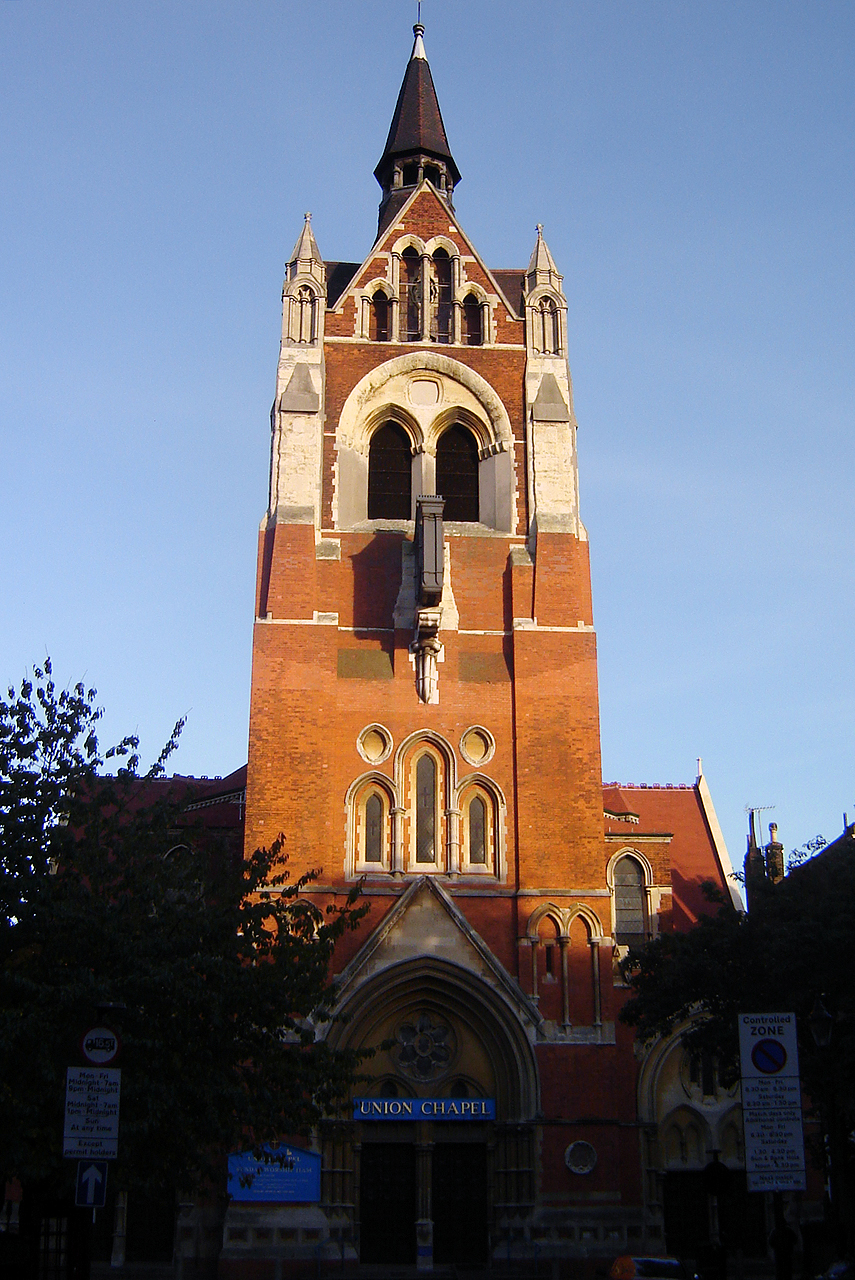
Die Union Chapel in London-Islington

Die Union Chapel (deutsch Unionskapelle oder Kapelle der Union) ist eine Kirche im Londoner Stadtteil Islington nördlich der zentralen City und etwa vier Kilometer entfernt von der Themse, die neben ihrer kirchlichen Funktion auch als Wohltätigkeitszentrum für Bedürftige dient.
Bekannt ist sie aber vor allem als regelmäßiger Veranstaltungsort mit herausragender Akustik für etwa 250 Konzerte im Jahr. Lesern des Magazins Time Out wählten sie 2002, 2012 und erneut 2014 bereits dreimal zum besten Londoner Live-Musik-Veranstaltungsort.
Das hier angesiedelte Margins Project bietet Hilfe für von Obdachlosigkeit, Krisen oder Isolation betroffene Menschen sowie ein Programm für unterstützte Beschäftigung von Arbeitslosen. Außerdem gibt es weitere Unterstützungsdienste wie Zugang zu Therapien sowie einen Winterschlafplatz.
Die Union Chapel gehört zur Congregational Federation. Sie beschreibt sich selbst als „offene Gemeinschaft, die den Glauben in schwierigen Zeiten erforscht und neu belebt“, bietet jeden Sonntag einen Gottesdienst und setzt sich für den Aufbau von Gemeinschaft und soziale Gerechtigkeit ein.
Die seit 1799 bestehende Gemeinde aus evangelischen Anglikanern und Nonkonformisten ließ zwischen 1805 und 1809 eine zweistöckige klassizistische Kapelle errichten und nutzte diese ab 1806. 1807 gründete man eine Mädchenschule, 1814 eine für Jungen. In den 1870er Jahren wurde die Kapelle für die im Zuge des Bevölkerungswachstums gewachsene Gemeinde vergrößert und erhielt eine Säulenfassade. Nur wenig später, zwischen 1874 und 1877 mit weiteren Anbauten von 1877 bis 1890, entstand das heutige Gebäude im viktorianisch-gotischen Baustil.
Es bot Platz für 1700 Gläubige und eine Sonntagsschulhalle für 1000 Kinder. 1889 wurde der massive Turm fertiggestellt. 1972 stellte man die Union Chapel erstmals als Grade I building unter Denkmalschutz; 2011 wurden die ehemalige Sonntagsschule, der Vortragssaal und die Sakristei separat als Grade II* building gelistet.
1982 war die Union Chapel Kulisse einer wichtigen Szene des Films Das Kommando. Seitdem dient die Organisation von Veranstaltungen zur Erwirtschaftung von Mitteln, um die trotz Denkmalschutz nicht ausgeschlossene Gefahr eines Abrisses abzuwenden.